# Serpula
Serpula is een geslacht van wormen, dat fossiel bekend is vanaf het Eoceen. Tegenwoordig zijn er van dit geslacht nog vele soorten bekend.

## Beschrijving
De dunwandige, langgerekte koker van deze vrijlevende kokerworm, die versierd is met onregelmatige groeilijnen, is op doorsnee afgerond en loopt geleidelijk uit in een spitse punt. Hij varieert van licht tot sterk gebogen en heeft een ronde opening. Ondanks dat het geslacht zich niet vasthecht, kan het zich niet zelfstandig voortbewegen. Elke aard van voortbeweging geschiedt door middel van stromingen.

## Soorten
Hoewel de hogere taxonomie redelijk goed wordt begrepen, is de lagere taxonomie binnen het geslacht Serpula enigszins verwarrend en nog niet grondig uitgewerkt. Eerdere bronnen hebben maar liefst 77 verschillende soorten en ondersoorten beschreven. Er zijn momenteel echter slechts 29 erkende soorten in het geslacht Serpula. Het aantal en de namen van deze soorten kunnen binnenkort veranderen als gevolg van een voortdurende herziening van het geslacht door taxonomen.
- Serpula amplilobata Pillai 2009
- Serpula cavernicola Fassari & Mollica 1991
- Serpula crenata Ehlers 1908
- Serpula concharum Langerhans 1880
- Serpula columbiana Johnson 1901
- Serpula granulosa Marenzeller 1885
- Serpula hartmanae Reish 1968
- Serpula indica Parab & Gaikwad 1989
- Serpula intorta Lamarck 1818
- Serpula israelitica Amoureux 1977
- Serpula japonica Imajima 1979
- Serpula jukesi Baird 1865
- Serpula lobiancoi Rioja 1917
- Serpula longituba Imajima 1979
- Serpula melitensis Gmelin in Linnaeus 1788
- Serpula nanhaiensis Sun & Yang 2001
- Serpula narconensis Baird 1865
- Serpula nudiradiata Pillai 2009
- Serpula oshimae Imajima & ten Hove 1984
- Serpula planorbis Southward 1963
- Serpula quiquecostata Bosc 1802
- Serpula rubens Straughan 1967
- Serpula sinica Wu & Chen 1979
- Serpula tetratropia Imajima & ten Hove 1984
- Serpula uschakovi Kupriyanova 1999
- Serpula vasifera Haswell 1885
- Serpula vermicularis Linnaeus 1767
- Serpula vittata Augener 1914
- Serpula watsoni Willey 1905
- Serpula willeyi Pillai 1971
- Serpula zelandica Baird 1865